# Darkcore
Cet article concerne le genre dérivé de la techno hardcore. Pour le genre drum and bass, voir Darkcore (drum and bass).
Pour groupe de synthpop, voir Darkcore.
Le darkcore, ou doomcore, est un genre musical dérivé de la techno hardcore, caractérisé par un tempo lent oscillant généralement entre 130 et 160 BPM, et d'une ligne de kicks semi-distordus. Le genre musical emprunte typiquement le thème et les motifs sonores dissonants des films d'horreur, accompagnés d'une atmosphère sombre et oppressante, le tout mélangé avec une sonorité bruitiste et industrielle. Le breakcore est dérivé du darkcore. le darkcore est aussi parfois appelé hardcore rave

## Histoire
Les origines du darkcore peuvent être retracées au début des années 1990, bien que la chanson We Have Arrived de Mescalinum United, la toute première musique techno hardcore soit initialement parue en 1989 ; cette chanson peut actuellement être répertoriée dans la catégorie darkcore de par sa sonorité sombre et son tempo lent. Fin 1992, les musiques dites happy (mélodieuses avec un thème non agressif) sont composées en parallèle à un autre genre musical plus sombre appelé « darkside » ou « darkcore ». À cette même période, nombre de musiques darkcore ont été composées par Marc Trauner sous divers alias. Le terme de darkcore émerge entre autres grâce au label discographique Supreme Intelligence dirigé par DJ Ruffneck, pour définir le style. Bien que Supreme Intelligence soit inactif depuis le début des années 2000, une sonorité similaire continue à être composée dans d'autres labels connexes tels que Enzyme X et Genosha.
Au début des années 2000, certains artistes tentent de faire connaître le darkcore au grand public. Quelques années plus tard, des modifications ont été apportées au darkcore, les types de kicks et des synthétiseurs avaient évolué dans un style plus créatif et plus criard. Quelques artistes tels que Dr. Strange ou Joshua sont souvent référencés doomcore, mais il est noté que leur style est bien plus différent que le doomcore de l'époque, bien qu'ils suivent parfaitement le terme du malsain et du genre hardcore.
La différence notable entre le doomcore et le darkcore démontre que le darkcore actuel utilise souvent un kick distordu contrairement au doomcore. Il existe aussi une compilation hollandaise simplement intitulée Darkcore,, mais cet album ne contient que des titres plus rapides et plus mainstream ainsi que les compilations DNA - Dark Negative Antisocial et d'autres du label DNA Tracks. Il existe également un autre terme de darkcore faisant référence à un sous-genre de la musique jungle.

## Caractéristiques
Le darkcore est caractérisé par un tempo lent (avec quelques exceptions) oscillant généralement entre 130 et 160 BPM, ce qui en fait l'un des sous-genres musicaux les plus lents dérivés de la techno hardcore. L'atmosphère des musiques, sombre et oppressante, est souvent similaire à celle de la musique industrielle, du doom metal et du dark ambient. Typiquement, le darkcore imite ou utilise les motifs sonores dissonants développés par les compositeurs de musiques de films d'horreur et thrillers. Techniquement, il se caractérise par une ligne de kicks semi-distordus.

## Artistes notables
Ils comprennent : Mescalinum United, Fifth Era, Manu le Malin, E-Noid, Negative A, et DJ Plague.